# كاراكوريزوشي أياتسوري ساكون
كاراكوريزوشي أياتسوري ساكون (باليابانية: 草紙あやつり左近، بالروماجي: Karakurizōshi Ayatsuri Sakon) هي سلسلة مانغا يابانية من تأليف ماسارو ميازاكي (تحت الاسم المستعار شاراكومارو) رسم تاكيشي أوباتا. نشرت من قبل شوئيشا مجلة شونن جمب الأسبوعية منذ 22 مايو عام 1995 حتى 1 يناير عام 1996. تم تجميع فصول المانغا في 4 مجلدات تانكوبون، نشرت في 4 اغسطس عام 1995 حتى 4 مارس عام 1996. أنتجت إلى مسلسل أنمي تلفزيوني من قبل استوديو طوكيو موفي شينشا. عرض الأنمي في 8 أكتوبر عام 1999 واستمر عرضه حتى 31 مارس عام 2000، وتكون من 26 حلقة. 

## القصة
تدور أحداث القصة عن تاتشيبانا ساكون هو محرك دمى بونراكو متنقل، ينتقل من مكان إلى آخر مع رفيقه دميته أوكون، ويحلان معًا الألغاز التي يواجهونها في رحلاتهم.

## الشخصيات
ساكون تاتشيبانا (باليابانية: 橘 左近، بالروماجي: Tachibana Sakon')
أداء صوتي: ميغومي أوغاتا
أوكون (باليابانية: 右近، بالروماجي: Ukon)
أداء صوتي: موتوكو كوماي
كاوروكو تاتشيبانا (باليابانية: 橘 薫子، بالروماجي: Tachibana Kaoruko)
أداء صوتي: ميهو يامادا
زينكيتشي فوجيتا (باليابانية: 藤田 善吉، بالروماجي: Fujita Zenkichi)
أداء صوتي: ريوتارو أوكيايو

## وصلات خارجية
- كاراكوريزوشي أياتسوري ساكون على موقع طوكيو موفي شينشا باللغة اليابانية
- كاراكوريزوشي أياتسوري ساكون على موقع وائووائو باللغة اليابانية